# Nhóm ngôn ngữ Nubia
Nhóm ngôn ngữ Nubia (tiếng Ả Rập: لغات نوبية: lughāt nūbīyyah) là một nhóm các ngôn ngữ liên quan được người Nubia sử dụng. Chúng tạo thành một nhánh của các ngôn ngữ Đông Sudan, là một phần của ngữ hệ Nin-Sahara rộng hơn. Ban đầu, nhóm ngôn ngữ Nubia được sử dụng trên khắp Sudan, nhưng do sự lấn át của tiếng Ả Rập, ngày nay các ngôn ngữ này chỉ giới hạn ở thung lũng sông Nin giữa Aswan (miền nam Ai Cập) và Al Dabbah, và một vài ngôi làng ở vùng núi Nuba và Darfur.

## Lịch sử

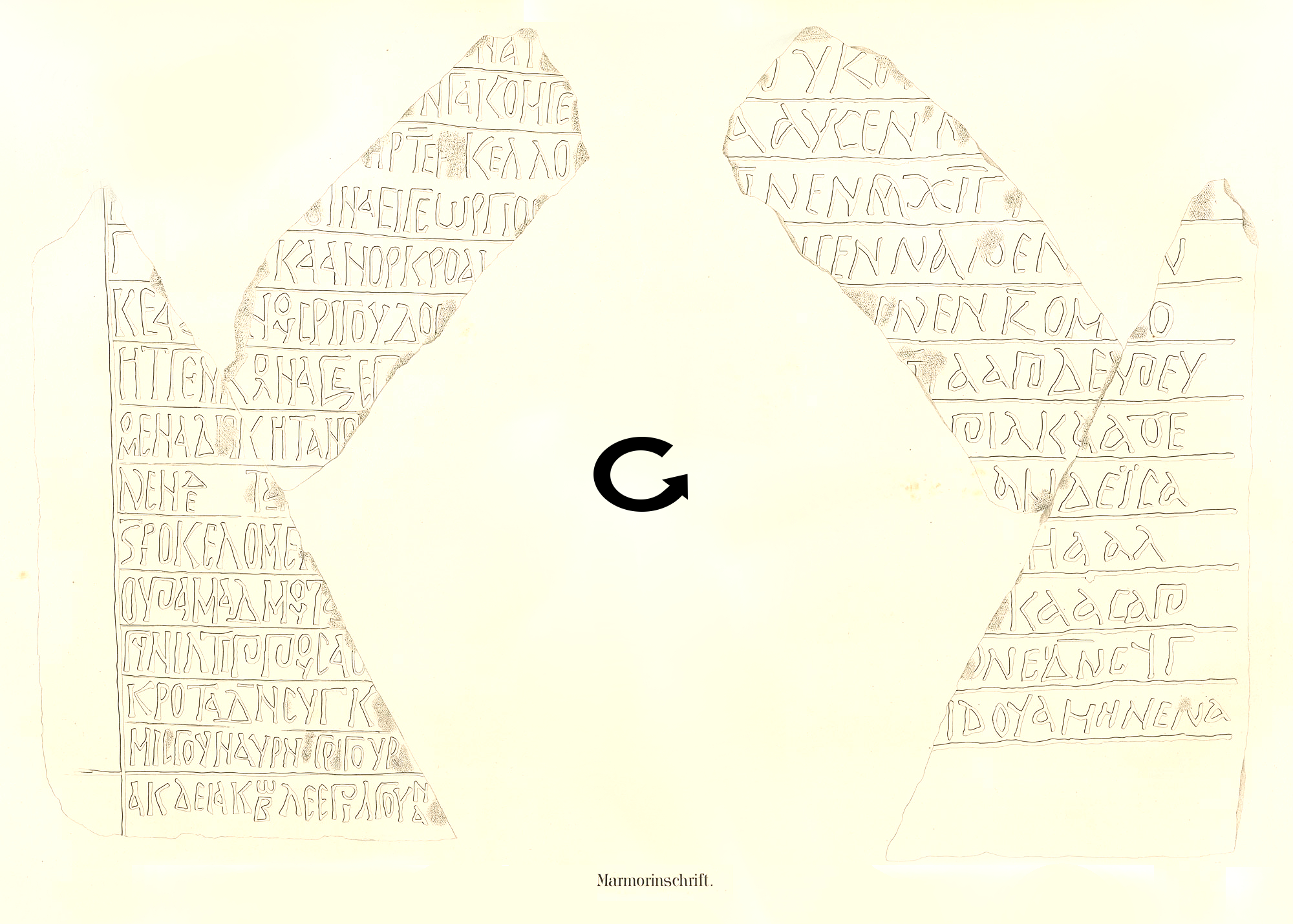
Tượng đài bằng đá cẩm thạch được tìm thấy ở Soba với dòng chữ chưa được giải mã bằng tiếng Nubia Alwan

Trong chiến tranh Yom Kippur, Ai Cập đã thuê những người nói tiếng Nubia làm người nói chuyện mật mã.

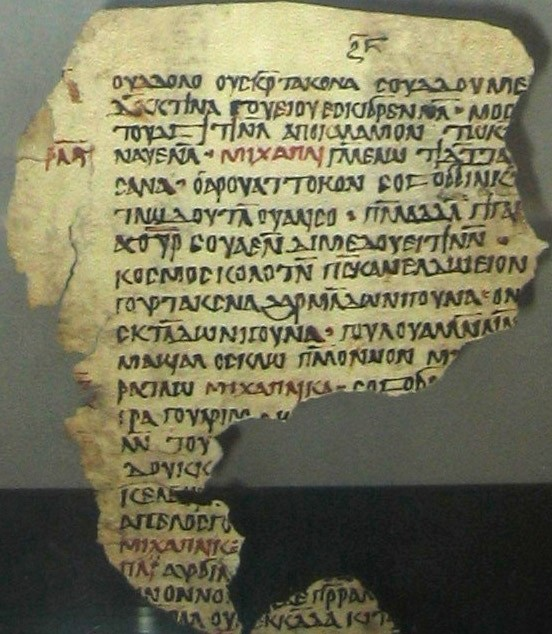
Một trang từ một bản dịch tiếng Nubia cổ của Investiture of the Archangel Michael, từ thế kỷ thứ 9 đến 10, được tìm thấy tại Qasr Ibrim, hiện tại ở Bảo tàng Anh. Tên của Tổng lãnh thiên thần Micae có màu đỏ: Người Nubia trong thời kỳ thường sử dụng tên cá nhân Hy Lạp, thường được thêm vào -i ở cưối.

## Phân loại
Theo truyền thống, các ngôn ngữ Nubia được chia thành ba nhánh: Bắc (Nin), Tây (Darfur) và Trung. Ethnologue phân loại nhóm ngôn ngữ Nubia như sau:.
- Bắc (Nin)
  - Nubia cổ
    - Nobiin
- Tây (Darfur)
  - Midob
- Trung
  - Kenzi
  - Birgid
  - Dongolawi
  - Hill (Kordofan)
    - Kadaru-Ghulfan
      - Ghulfan
      - Kadaru

    - Chưa phân loại
      - Dair
      - Dilling
      - El Hugeirat
      - Karko
      - Wali

Glottolog nhóm tất cả các nhánh không thuộc Nubia Bắc trong một nhóm duy nhất có tên Nubia Tây-Trung. Ngoài ra, trong Hill Nubia, Glottolog đặt tiếng Dair cùng nhánh với tiếng Kadaru.

## Phục dựng
Một bản phục dựng ngôn ngữ Nubia nguyên thủy đã được đề xuất bởi Claude Rilly (2010: 272-273).

## Chữ viết
Có ba đề xuất cho bảng chữ cái Nubia: dựa trên chữ Ả Rập, chữ Latinh và bảng chữ cái Nubia cổ. Từ những năm 1950, chữ Latinh đã được sử dụng bởi bốn tác giả, chữ Ả Rập bởi hai tác giả và chữ Nubia bởi ba tác giả, trong việc xuất bản nhiều cuốn sách tục ngữ, từ điển và sách giáo khoa.

## Tài nguyên
- Abdel-Hafiz, A. (1988). A Reference Grammar of Kunuz Nubian. PhD Thesis, SUNY, Buffalo, NY.
- Adams, W. Y. (1982). 'The coming of Nubian speakers to the Nile Valley', in The Archeological and Linguistic Reconstruction of African History. Edited by C. Ehret & M. Posnansky. Berkeley / Los Angeles, 11–38.
- Armbruster, Charles Hubert (1960). Dongolese Nubian: A Grammar. Cambridge: Cambridge University Press.
- Armbruster, Charles Hubert (1965). Dongolese Nubian: A Lexicon. Cambridge: Cambridge University Press.
- Asmaa M. I. Ahmed, "Suggestions for Writing Modern Nubian Languages", and Muhammad J. A. Hashim, "Competing Orthographies for Writing Nobiin Nubian", in Occasional Papers in the Study of Sudanese Languages No. 9, SIL/Sudan, Entebbe, 2004.
- Ayoub, A. (1968). The Verbal System in a Dialect of Nubian. Khartoum: University of Khartoum.
- Bechhaus-Gerst, Marianne (1989). 'Nile-Nubian Reconsidered', in Topics in Nilo-Saharan Linguistics. Edited by M. Lionel Bender. Hamburg: Heinrich Buske.
- Bechhaus-Gerst, Marianne (1996). Sprachwandel durch Sprachkontakt am Beispiel des Nubischen im Niltal (bằng tiếng Đức). Cologne: Köppe. ISBN 3-927620-26-2.
- Bechhaus-Gerst, Marianne (2011). The (Hi)story of Nobiin: 1000 Years of Language Change. Frankfurt am Main: Peter Lang.
- Erman, Adolf (1881). 'Die Aloa-Inschriften.' Zeitschrift für Ägyptische Sprache und Altertumskunde 19, no. 4." 112–15.
- Jakobi, Angelika & Tanja Kümmerle (1993). The Nubian Languages: An Annotated Bibliography. Cologne: Rüdiger Köppe Verlag.
- Khalil, Mokhtar (1996). Wörterbuch der nubischen Sprache. Warsaw: Nubica.
- Rilly, Claude (2010). Le méroïtique et sa famille linguistique. Leuven: Peeters.
- Spaulding, Jay (1990). "The Old Shaiqi Language in Historical Perspective". History in Africa. Quyển 17. Cambridge University. doi:10.2307/3171817.
- Spaulding, Jay (2006). "Pastoralism, Slavery, Commerce, Culture and the Fate of the Nubians of Northern and Central Kordofan Under Dar Fur Rule, ca. 1750-ca. 1850". The International Journal of African Historical Studies. Quyển 39, No. 3. Boston University African Studies Center. ISSN 0361-7882.
- Starostin, George (2011). 'Explaining a Lexicostatistical Anomaly for Nubian Languages,' lecture, ngày 25 tháng 5 năm 2011. Online version.
- Thelwall, Robin (1982). 'Linguistic Aspects of Greater Nubian History', in The Archeological and Linguistic Reconstruction of African History. Edited by C. Ehret & M. Posnansky. Berkeley/Los Angeles, 39–56. Online version.
- Werner, Roland (1987). Grammatik des Nobiin (Nilnubisch). Hamburg: Helmut Buske.
- Werner, Roland (1993). Tìdn-Àal: A Study of Midoob (Darfur Nubian). Berlin: Dietrich Reimer.